# Palm Bay, Florida
Palm Bay là một thành phố thuộc quận Brevard trong bang Florida, Hoa Kỳ. Thành phố có tổng diện tích  km², trong đó diện tích đất là  km². Theo Cục điều tra dân số Hoa Kỳ ngày 1 tháng 7 năm 2008, thành phố có dân số 100.786 người, là thành phố đông dân nhất quận Brevard. Palm Bay là thành phố chính trong vùng thống kê đô thị Palm Bay-Melbourne-Titusville, Florida]] với tổng dân số ước tính vào thời điểm ngày 1/7/2008 là 536.521 người.